# Шарноте, Жан-Батист
Жан-Батист Шарноте (фр. Jean-Baptiste Charnotet; 1761—1843) — французский военный деятель, бригадный генерал (1807 год), барон (1809 год), участник революционных и наполеоновских войн.

## Биография
Родился в семье нотариуса Этьенна Шарноте (фр. Étienne Charnotet; 1712—1795) и его супруги Маргариты Фане (фр. Marguerite Fanet; 1732—1767). Начал военную службу 5 февраля 1779 года в возрасте 17 лет драгуном в полку Бурбона. 5 февраля 1787 года получил отпуск. В июле 1789 года был избран майором Национальной гвардии Отре. 30 сентября 1791 года переведён с чином капитана в 4-й батальон волонтёров департамента Верхней Соны, участвовал в кампаниях 1792-94 годов. 21 сентября 1795 года получил звание командира батальона. Служил в Армии Германии. 13 января 1800 года стал полковником, и возглавил 89-ю полубригаду линейной пехоты. Под командой генерала Моро отличился в сражениях при Энгене, Ампфингене, Ландсхуте и Гогенлиндене.
21 марта 1801 года в Энсисеме женился на Марие-Франсуазе Жорж (фр. Marie-Françoise George; 1766—1856), от которой у него были сын Леон (фр. Léon Charles François Charnotet; 1802—1874) и дочь Жанна (фр. Jeanne Charnotet; 1803—1875).
24 сентября 1803 года его 89-я полубригада была расформирована, и Шарноте встал во главе 84-й полубригады линейной пехоты, а 5 октября 1803 года – возглавил 27-й полк лёгкой пехоты. Заботясь о своих карабинерах, он попросил для них право носить меховые шапки и по решению Сената от 24 декабря 1804 года Император ответил: «Пожаловано с удовольствием карабинерам 27-го. Пусть они всегда будут достойны тех, кого я знал» (фр. Accordé avec plaisir aux carabiniers de la 27e. Qu'ils soient toujours dignes de ceux que j'ai connus).
Его полк входил в состав пехотной дивизии Друэ 1-го корпуса Великой Армии, и принимал участие в кампаниях 1805-07 годов. Отличился при Хальме. За захват 31 октября 1805 года Форта Луэг-Пасс в дефиле Голлинга заслужил благодарность маршала Бернадотта, командующего 1-м корпусом. Участвовал в Аустерлицком сражении. 6 ноября 1806 года отличился при взятии Любека, особенно в атаке на Травемундские ворота, после чего на следующий день генерал Блюхер капитулировал в Раткау, и попал в плен со всеми оставшимися войсками и артиллерией и был доставлен на заставы к полковнику Шарноте. 8 марта 1807 года вышел в отставку с производством в бригадные генералы и возвратился в родной Отре, где занимался сельским хозяйством.
7 октября 1810 года получил должность командующего гарнизоном Флиссингена, которую занимал вплоть до первой Реставрации в 1814 году. Во время «Ста дней» присоединился к Императору и 30 апреля 1815 года занял пост коменданта Арраса. После второй Реставрации назначен 16 сентября 1815 года командующим департамента Нор. В конце 1816 года определён в резерв и 1 декабря 1819 года вышел в отставку. Вернулся в родной Отре и занялся сельским хозяйством.
Умер 3 ноября 1843 года в возрасте 82 лет. На его могиле выгравирована эпитафия: «Здесь покоится доброволец Республики Жан Шарноте, барон Империи, офицер Почётного Легиона, родился и умер на ферме Отре». Над его руками в медальоне изображён плуг на плите из чёрного мрамора.

## Воинские звания
- Капитан (30 сентября 1791 года);
- Командир батальона (21 сентября 1795 года);
- Полковник (13 января 1800 года);
- Бригадный генерал (8 марта 1807 года).

## Титулы

Герб барона

- Барон Шарноте и Империи (фр. baron Charnotet et de l'Empire; декрет от 19 марта 1808 года, патент подтверждён 20 августа 1809 года в Шёнбрунне)[2].

## Награды
Легионер ордена Почётного легиона (11 декабря 1803 года)
 Офицер ордена Почётного легиона (14 июня 1804 года)
 Кавалер военного ордена Святого Людовика (1814 год)